# Shippensburg, Pennsylvania
Shippensburg, Pennsylvania (енгл. Shippensburg) град је у америчкој савезној држави Пенсилванија.

## Демографија
По попису из 2010. године број становника је 5.492, што је 94 (-1,7%) становника мање него 2000. године.
| Група             | 2000.         | 2010.         |
| Белци             | 5.218 (93,4%) | 4.881 (88,9%) |
| Афроамериканци    | 192 (3,4%)    | 239 (4,4%)    |
| Азијати           | 55 (1,0%)     | 67 (1,2%)     |
| Хиспаноамериканци | 64 (1,1%)     | 180 (3,3%)    |
| Укупно            | 5.586         | 5.492         |